# حق المرأة في التنقل والسفر في القانون المصري
حق المرأة في التنقل والسفر في القانون المصري لا توجد عليه أية قيود حاليا؛ حيث ألغى القضاء كافة النصوص التي كانت تشترط موافقة الزوج على منح الزوجة جواز السفر أو تجديده. وكانت المادة الثالثة من قرار وزير الداخلية رقم 3937 لسنة 1996، الذي صدر بناءً على المادتين 8 و11 من القانون رقم 97 لسنة 1959، تشترط موافقة الزوج لمنح الزوجة جواز السفر أو تجديده، كما كانت تشترط سريان تلك الموافقة طوال مدة سريان الجواز، وألا يقوم الزوج بإلغاء تلك الموافقة بإقرار يقدّمه إلى مصلحة الجوازات قبل سفر الزوجة بوقت مناسب.
لكن قضت المحكمة الدستورية العليا، في 4 نوفمبر 2000، في الدعوى رقم 243 لسنة 21 ق دستورية، بعدم دستورية المادتين 8 و11 من قانون 1959؛ وبالتالي تم إلغاء المادة الثالثة من القرار الوزاري الذي اشترط موافقة الزوج لمنح زوجته جواز السفر أو تجديده. كما نص حكم المحكمة الدستورية العليا على أنه لا يوجد ما يمنع من أن ينظّم القانون منح وتجديد وسحب جواز سفر الزوجة، بالتوازن بين حقوقها الدستورية في التنقل والسفر وبين واجباتها نحو أسرتها.
وتنص المادة الأولى من القانون رقم 1 لسنة 2000، الخاص بتنظيم بعض أوضاع وإجراءات التقاضي في مسائل الأحوال الشخصية، على أنه إذا ثار نزاع حول سفر الزوجة، في أحوال توتر العلاقة بين الزوجين، فإنه يمكن اللجوء إلى قاضي الأمور الوقتية بالمحكمة الابتدائية، الذي له أن يصدر أوامر على عرائض في مسائل الأحوال الشخصية.